# Källskärsgrundet
Källskärsgrundet är en ö i Finland. Den ligger i Finska viken och i kommunen Ingå i den ekonomiska regionen  Raseborg i landskapet Nyland, i den södra delen av landet. Ön ligger omkring 63 kilometer sydväst om Helsingfors.
Öns area är 1,1 hektar och dess största längd är 240 meter i öst-västlig riktning. Närmaste större samhälle är Ingå, 15,6 km norr om Källskärsgrundet.